# يوم العلم (الجزائر)

إصدار الطابع البريدي إحياء لذكرى كبار العلماء. 2019

يوم العِلم هو يوم وطني وحدث سنوي يوافق تاريخ 16 أبريل من كل سنة في الجزائر يُحتَفل به تمجيداً للعلماء الذين نشروا العلم. وهو يُصادف يوم وفاة العالم الجزائري عبد الحميد ابن باديس.

## تاريخه
تأسس اليوم الوطني للعلم بموجب مرسوم رئاسي وافق عليه هواري بومدين سنة 1976، بعد عشر سنوات بعد أن تناقش بشأنه مع وزير التربية.
تأسس اليوم الوطني للعلم تكريما لكفاح الإمام عبد الحميد بن باديس (1889-1940) بمبادرة من الرئيس هواري بومدين وذلك «لتذكير الجزائريين بمزايا العلم»، وقد احتفل به لأول مرة سنة 1976. وحسب أحمد طالب الابراهيمي، وزيرا للتربية الوطنية إبان تلك الفترة(١٩٦٩ - 1970)، في كتابه «مذكرات جزائري»، فإن كل شيء بدأ(1) بمناسبة حديث خصه به الرئيس بومدين. وذلك «خلال جلسة سنة 1966، قدم بومدين عرضا خاصا بالآثار الإيجابية للتربية حول تطوير الوعي السياسي».
جاء في الخطاب الذي وجهه الرئيس ما يلي:«لا يمكن تطويع رجل مثقف كما أنه لا يتعذر إخضاع شعب يتروى من منابع العلم. و لهذا السبب، قد يكون من الحكمة تأسيس يوم للعلم يحتفل به كل سنة في المؤسسات المدرسية و وسائل الإعلام لتذكير الجزائريين بمزايا العلم.»، وعندما طلب الرئيس بومدين من وزير التربية آنذاك أن يقترح عليه تاريخا اقترح هذا الأخير بعفوية يوم 16 أبريل وهو يوم وفاة الإمام عبد الحميد بن باديس، وقد صرح الابراهيمي إنه فكر في يوم رحيل مؤسس وأول رئيس لجمعية العلماء المسلمين الجزائريين لأنه وببساطة كان يجهل تاريخ ميلاده.

## احتفالات
تقوم الدولة الجزائرية بإقامة مجموعة من البرامج والاحتفاليات بمناسبة يوم العلم.

## الهوامش
- 1 : بشأن تأسيس اليوم الوطني للعلم

## انظر ايضا
- يوم العلم الإماراتي
- يوم العلم (الأردن)

## وصلات خارجية
- وكالة الأنباء الجزائرية - يوم العلم: المتحف الوطني للمجاهد يخصص جناح للعلامة ابن باديس على يوتيوب
- بوتفليقة بمناسبة يوم العلم المصادف لـ 16 أبريل / الجزائر تسعى لمواكبة التطورات التكنولوجية في مجالي البحث والتكوين.